# Hopton Castle
Hopton Castle er ruinen af en middelalderborg i landsbyen af samme navn, der ligger omkring halvvejs mellem Knighton og Craven Arms, i det engelske county Shropshire.
Det blev grundlagt som en motte and bailey-fæstning i træ i 1100-tallet, af en af Hopton-familien fra Clun Castle. Walter de Hopton genopførte muligvis borgen i sten under baronkrigene i 1260'erne. Baileyen blev befæstet med sten og et to-etagers keep blev opført. Den sidste Walter Hopton døde her under rosekrigene, og borgen overgik via ægteskab til Corbet-familien fra Moreton Corbet Castle. Herfra overgik den til Sir Henry Wallop, da han giftede sig med Elizabeth Corbet, datter af Robert Corbet. Han forskansede den som en del af rundhovedernes fæstninger ved udbruddet af den engelske borgerkrig, emn døde inden han kunne deltage i konflikten, hvorved borgen overgik til hans søn, Robert Wallop.
Siden begyndelsen af 1700-tallet har det stået som ruin, men mellem 2006 og 2011 blev det delvist repareret. Det blev åbnet igen of offentligheden i december 2011 af hertugen af Gloucester.
Hopton Castle var med i et afsnit af den britiske tv-serie Time Team i 2010.